# Rotundrela rotunda
Rotundrela rotunda är en spindelart som beskrevs av Rudy Jocqué 1999. Rotundrela rotunda ingår i släktet Rotundrela och familjen Zodariidae. Inga underarter finns listade i Catalogue of Life.